# Шаравын Гунгаадорж
Шаравын Гунгаадорж (также Шарвын Гунгаадорж, монг. Шаравын Гунгаадорж, род. 1935) — монгольский политик, Председатель Совета Министров МНР с 21 марта по 11 сентября 1990-го года.

## Биография
Родился в 1935 году в сомоне Иххэт аймака Дорноговь в семье арата. В 1959 году окончил Московскую сельскохозяйственную академию. С 1976 года кандидат сельскохозяйственных наук.
Работал агрономом в госхозе (монгольский аналог совхоза) «Амгалан», затем в Управлении госхозов.
Занимая в 1967—1968 годах различные должности в ЦК МНРП, получил пост заместителя министра сельского хозяйства. В 1980 году назначен первым заместителем министра госхозов. В 1981 году стал первым секретарём комитета МНРП по аймаку Сэлэнгэ. В 1986 году назначен министром сельского хозяйства МНР. С 1988 года заместитель Председателя Совета министров МНР, министр сельского хозяйства и пищевой промышленности по совместительству.
До избрания на должность премьер министра 21 марта 1990 года был советником президента и членом Великого Государственного Хурала, представляя 33 избирательный округ аймака Сэлэнгэ.
После массовой отставки Политбюро и правительства (включая премьер-министра Думаагийна Соднома) из-за массовых антиправительственных демонстраций 21 мая 1990 года стал председателем Совета Министров, т.е премьер-министром временного правительства до первых в истории Монголии многопартийных выборов в сентябре.
В 1992 году назначен послом Монголии в КНДР, а затем в Казахстане. В 2000—2004 годах опять стал членом парламента, параллельно занимая пост Председателя Постоянного Комитета по окружающей среде и развитию сельских районов.
Имеет степень доктора сельскохозяйственных наук и является членом Монгольской Академии Сельскохозяйственных Наук. Автор ряда публикаций как на русском, та и монгольском языках.
Женат, имеет троих детей.
С 1997 года является управляющим директором корпорации «Agropro».
Является президентом Ассоциации земледельцев и производителей муки Монголии.